# Ana María Kámper
Ana María Kamper là một vũ công, nghệ sĩ và diễn viên trên sân khấu kịch và truyền hình người Colombia gốc Áo. Cô là một trong những nghệ sĩ được giới truyền thông Colombia công nhận và kính trọng.

## Đời sống cá nhân
Ana Maria Kamper đã cống hiến cả đời cho nghệ thuật, bắt đầu với những buổi học múa ba lê từ khi còn nhỏ, và sau này là học diễn xuất cả trên sân khấu kịch lẫn màn ảnh truyền hình.
Ở tuổi mười hai, cô bắt đầu các lớp học của một vũ công ba lê cổ điển. Nhưng một khuyết tật ở chân trái khiến cô không thể tiếp tục theo đuổi ba lê. Vì vậy, cô dành hết tâm huyết cho việc giảng dạy ở trường Carlos Jaramillo.
Sau này, để học cách biểu đạt và vượt qua sự nhút nhát của bản thân, cô đã học kịch và nghệ thuật biểu diễn Francisco Rincon. Lần đầu cô bước lên sân khấu biểu diễn là để thay thế Luisa Fernanda Giraldo. Sau đó, cô tham gia trong Nhật ký của Anne Frank và Macondo. Cô biểu diễn trong Câu chuyện buồn mà đầy kinh ngạc của Eréndira hồn nhiên và bà ngoại vô tâm, do Agustín Núñez đạo diễn, để cải thiện điểm thi vào Trường Sân khấu Quốc gia, nơi cô đang học nhảy.
Ana Maria có khiếu diễn hài, đặc biệt là với các tác phẩm của Molière, đó là lý do cô xuất hiện trong The ridiculous prices, Pantoja và Special and Tartuffe. Roberto Reyes đã chọn cô tham gia Musidramas.

## Sự nghiệp
Ana Maria Kamper theo học trường Mater Dei, ngôi trường đầu tiên tiếp nhận nữ sinh Colombia. Trong khoảng thời gian từ năm 1972 đến 1988 cô học nhảy, múa ba lê, jazz và múa đương đại. Trong những năm đó cho đến năm 2005, cô theo học âm nhạc và lý thuyết âm nhạc. Cô bắt đầu theo bộ môn sân khấu kịch từ năm 1984 đến 2007. Và khoảng từ năm 1995 đến 2000, cô học nghệ thuật điện ảnh và luyện nói.

## Các tác phẩm đã tham gia
- La reina madre - Teatro - 2014
- Los graduados - (2013)
- Mentiras perfectas (2013)
- Dónde diablos está Umaña? (Colombian telenovela) 2012 - Lorenza Nieto, "Niña Lore"
- Amores que matan - Teatro - 2011
- A mano limpia - Colombian telenovela (2011)
- A Corazón Abierto (2010)
- Rosario Tijeras (2010)
- La quiero a morir (2008)
- Montecristo: entre el amor y la traición (2007)
- La Milagrosa - Phim (2007)
- En los tacones de Eva (2007)
- El ventilador (2007)
- Colombianos un acto de Fe -Phim (2004)
- The Vagina Monologues (2002 và 2008)
- Todos quieren con Marilyn (2004)
- Me amaras bajo la lluvia (2004)
- Padres e Hijos (1992)
- Punto de giro (2003)
- La Jaula (2003)
- Entretelones (2003)
- Humo en tus ojos - Phim (2002)
- Juan joyita quiere ser caballero(2001)
- Enséñame a vivir teatro (2001)
- A donde va Soledad (2000)
- Brujeres (2000)
- Pobre Pablo (2000)
- Terminal - Phim (2000)
- La señorita Julia Teatro (2000)
- Tabú (1999)
- Carolina Barrantes (1998)
- Hombres (1997)
- Sobrevivir (1997)
- Leche (1996)
- Compañía teatro (1996)
- Sueños y espejos (1996)
- Los caballeros las prefieren brutas (1995)
- Otra en mí (1995)
- Oro (1995)
- Las aguas mansas (1994)
- Todos en la cama (1994)
- Señora Isabel (1994)
- Equus (1994)
- Cartas a Harrison (1994)
- Mi única verdad(1993)
- Divertimentos Teatro (1993)
- Shampoo (1993)
- La maldición del paraíso (1993)
- Espérame al final (1992)
- Fronteras del regreso (1992)
- Tartufo (1992)
- Pantaleón y las visitadoras (1991)
- Las preciosas ridículas (1991)
- Entremeses (1990)
- Macondo (1989)
- El diario de Ana Frank (1988)
- La maldición del paraíso
- No morirás
- La cándida Eréndira y su abuela desalmada (1982)
- Poker (2010)